# Raddea richthofeni
Raddea richthofeni là một loài bướm đêm trong họ Noctuidae.